# Istoria științei în România

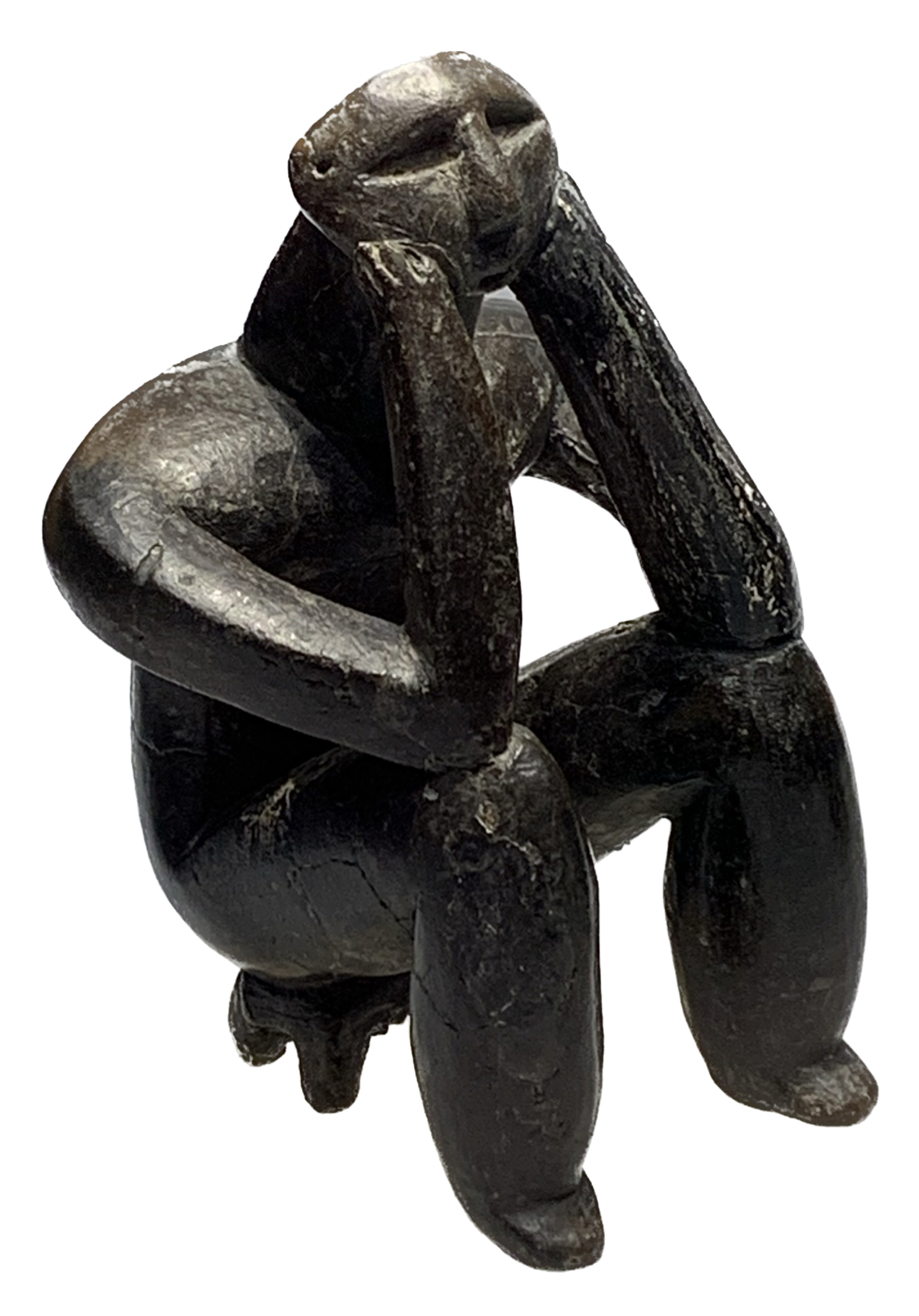
Gânditorul de la Hamangia, simbol al începutului istoriei spiritualității românești

Istoria științei în România urmărește evoluția diverselor discipline științifice în spațiul românesc, din cele mai vechi timpuri și până în zilele noastre.

## Epoca veche
În perioada paleoliticului inferior (1.000.000 - 120.000 î.Hr.), pe teritoriul țării apar primele unelte prelucrate rudimentar din piatră cioplită.
În paleoliticul mijlociu, omul începe să stăpânească focul.
Descoperirile arheologice datate din perioada primului stat dac centralizat întemeiat de Burebista dovedesc o bună cunoaștere a medicinei de către strămoșii noștri.
Preoții-vraci aveau cunoștințe și de fitoterapie și promovau, ce-i drept empiric, principii terapeutice integraliste.

## Epoca medievală
În 1020, la Cenad, Timiș, ia ființă prima școală de pe teritoriul țării noastre.
Aici se preda în limba latină.
În timpul domniei lui Alexandru cel Bun (1400 - 1432), ia ființă în Moldova un cerc de cărturari, din care făceau parte: mitropolitul Iosif, Grigore Țamblac, filozoful Moise, grămăticul Gârda etc.
În cadrul unei alte școli înființate de Alexandru cel Bun (Școala slavonă din Suceava), în 1431 este menționat un dascăl, numit Hermann, care este primul medic cu titlu universitar (bacalaurio in medicina) din acestă regiune.

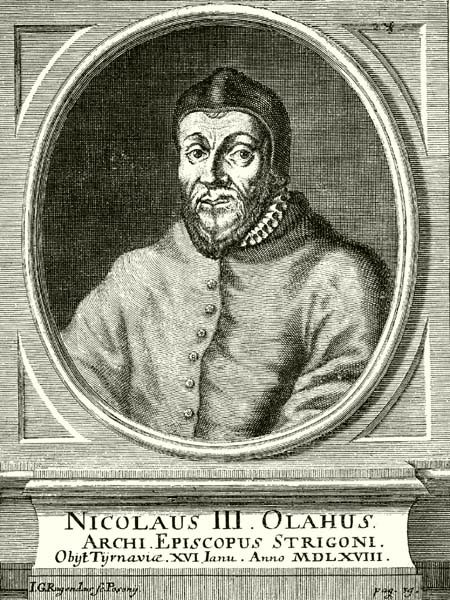
Nicolaus Olahus, umanist, istoriograf și om politic

Prima bibliotecă de pe teritoriul românesc este atestată prin 1179 la Igriș, Timiș, așezământ cultural înființat în cadrul abației întemeiate de călugării cisterciți de la mănăstirea burgundă din Pontigny.
Episcopul Ioan Vitez (1408 - 1462) înființează la Oradea primul observator astronomic din sud-estul Europei.
Astronomul vienez Georg von Peuerbach (1423 - 1461) întocmește Tabulæ Waradiensis ("Tabelele orădene") pentru prevederea eclipselor în raport cu meridianul de la Oradea.
Marele umanist Nicolaus Olahus (1493 - 1568) a fost autorul unei vaste opere, care conține o multitudine de date referitoare la Țările Române și la unitatea românilor.
A stabilit legături cu numeroși umaniști europeni și a fost apreciat de Erasmus din Rotterdam.
În 1532, Ioan Honterus tipărește la Basel harta Transilvaniei, prima hartă a unei părți din România realizată de un locuitor al acestor locuri.
În 1541, Ioan Honterus publică la Brașov Rudimenta cosmographiæ, lucrare apărută prima dată la Cracovia în 1530, ca manual de geografie și astronomie.
Primele cărți medicale:
- 1530: Lukas Trapoldner imprimă o carte a lui Sebastian Pauschner privind ciuma[2]
- 1551: medicul transilvănean Paulus Kyr (c. 1505 - 1588) publică la Brașov lucrarea Sanitas studium ("Deprinderea sănătății"), lucrare de educație igienico-sanitară, una dintre cele mai vechi tipărituri medicale de pe teritoriul țării.

## Secolul al XVII-lea
În 1620 apare prima lucrare de istorie universală în limba română: De-nceputul lumiei dentâi, scrisă de cronicarul Mihail Moxa (Moxalie).
Cronicarul Miron Costin înregistrează apariția unei comete, precum și o eclipsă.
O altă eclipsă este consemnată de Ion Neculce în Letopisețul Țării Moldovei (12 septembrie 1700).
La încheierea misiunii diplomatice în Extremul Orient, Nicolae Milescu scrie Itinerarul siberian și Descrierea Chinei, lucrări de o deosebită valoare geografică și etnografică.
Matematică:
- 1613: este publicată prima carte de matematici din Transilvania, Methodus admirandorum mathematicorum complectens vovem libros matheseos universæ.
- 1681: (Brașov) Compendium arithmeticæ vulgaris a lui Georg Müller.
- Stolnicul Constantin Cantacuzino este primul român care urmează, la Padova, cursuri de geometrie teoretică și de fizică.[3]
- Spătarul Nicolae Milescu prelucrează și traduce în rusește, după un manuscris grecesc, Aritmologia, adică o carte a numerelor. Este prima carte de aritmetică scrisă de un român.[4]

Medicină:
- János Apáczai Csere scrie cursul de fizică Philosophia naturalis Cheri Johanis Apaci.

A descris și circulația sângelui după William Harvey.
- Ferencz Páriz Pápai publică la Cluj Pax corporis, prima lucrare medicală care combate superstițiile și metodele de vindecare neștiințifice, lucrare tradusă ulterior în românește de doctorul Ion Adami din Sibiu.

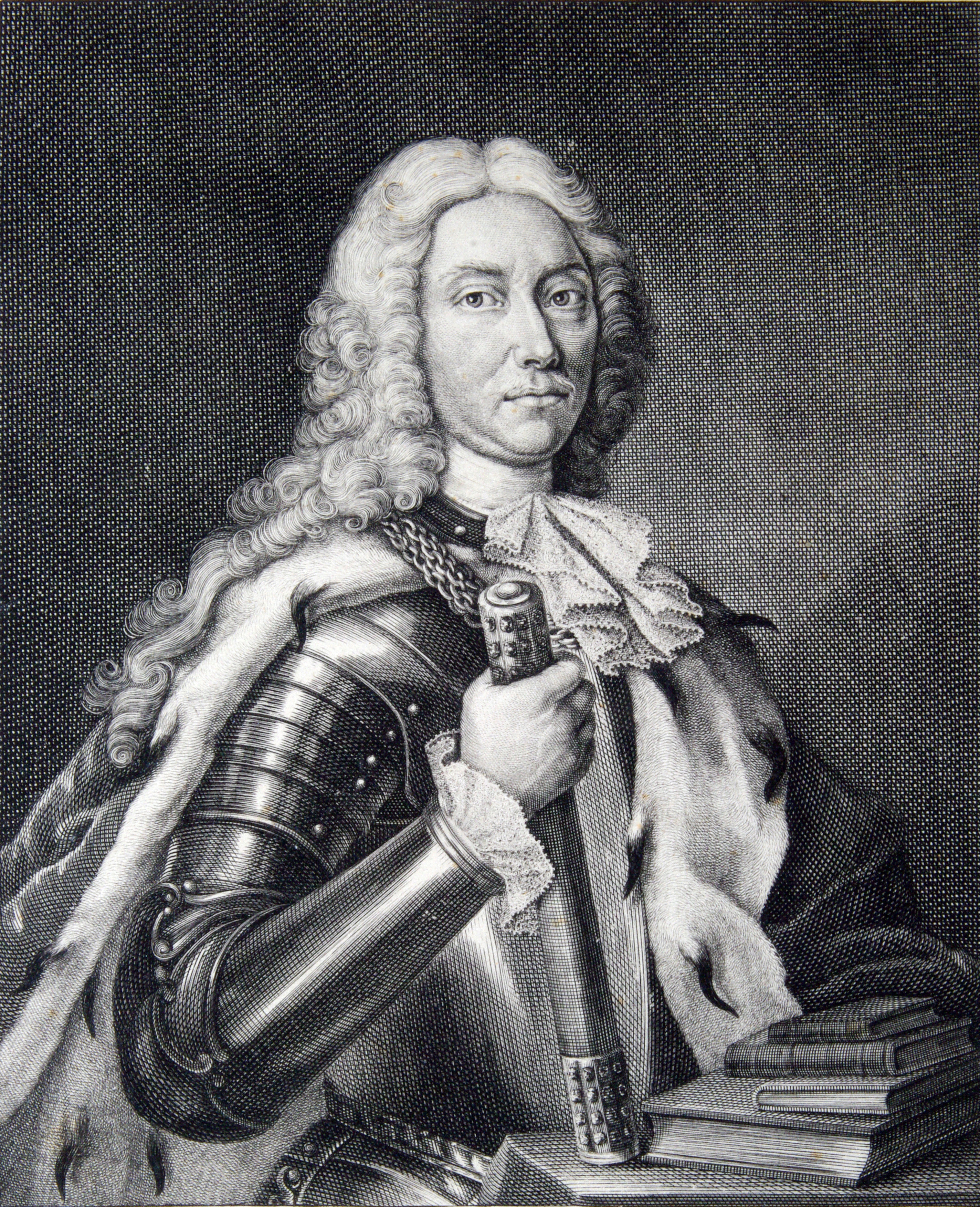
Dimitrie Cantemir, primul mare enciclopedist român

La sfârșitul secolului al XVII-lea ia ființă, sub îndrumarea lui Constantin Brâncoveanu, Academia Domnească din București.
Instituția de învățământ superior a funcționat mai întâi la mănăstirea Sf. Sava, apoi se mută la Schitu Măgureanu.
Se preda, în greaca veche, gramatică, retorică, logică, fizică, metafizică.
În 1700, stolnicul Cantacuzino tipărește la Padova prima hartă a Țării Românești.
În 1700, Dimitrie Cantemir scrie Sacrosanctæ scientiæ indepingibilis imago, prin care încearcă o replică la Fizica lui Aristotel.

## Secolul al XVIII-lea
Cam prin 1710, Dimitrie Cantemir elaborează lucrarea Joannis Baptistæ van Helmont. Encomium in auctorem et virtutem doctrinæ ejus, în care prezintă doctrina științifică a lui van Helmont.
În 1714, Dimitrie Cantemir este ales membru al Academiei din Berlin, fiind primul român membru al unei academii de științe străine.
- 1716: apare "Descriptio Moldaviae", prima monografie științifică a Moldovei.
- 1771: prima lucrare agronomică din Transilvania: Dissertatio de agris fimandis et arandis pro Magno Principatu Transilvaniæ
- 1793: publicarea Parænesis ad auditores chyrurgiæ in Lyceo Regio Academico Caludiopolitano habita a Ioanne Molnar de Mülersheim de morbis et medicina oculorum professore publica... a lui Ioan Piuariu-Molnar, prima lucrare științifică medicală tipărită de un român în Translivania

Matematică:
- 1737: Nicolaus Jánosi publică la Cluj primul manual universitar de trigonometrie din Transilvania, Trigonometria plana et sphærica cum selectis ex geometria et astronomia problematis...
- 1758: Nichifor Theotokis publică Aritmetică cu teoria logaritmilor
- 1764: Același profesor publică Elementele euclidiene ale geometriei cu trigonometrie și secțiuni conice
- 1785: apare la Blaj Îndreptare către aritmetică, sub îngrijirea lui Gheorghe Șincai.
- 1795: apare la Iași lucrarea Elemente arithmetice arătate firești a lui Amfilohie Hotiniul, prima carte de matematică scrisă în românește și publicată în Moldova.
- 1796: același autor scoate și Gramatica de la învățătura fizicii scoasă de pe limba italienească pe limba moldovenească..., una dintre primele expuneri în limba română ale problemelor de fizică și mecanică

Astronomie:
- 1716: Astronomul român de origine greacă, Hrisant Notara publică la Paris Introductio ad geographiam et sphæram, care conține primele determinări de coordonate geografice realizate pe teritoriul țării noastre.
- 1725 - 1730: Nicolaus Jánosi înființează la Cluj un observator astronomic
- 1784: Biblioteca Batthyaneum este dotată cu un observator astronomic, dotat foarte modern pentru acea perioadă.

## Secolul al XIX-lea
În 1890, din inițiativa chimistului Constantin Istrati, se creează la București Societatea Română pentru Științe
Matematică:
- 1826: János Bolyai creează (simultan dar independent de Lobacevski și Gauss) geometria neeuclidiană

## Secolul al XX-lea
În 1902, Societatea Română pentru Științe devine Asociația română pentru înaintarea și răspândirea științelor.
În 1904 Emil Racoviță pune bazele biospeologiei.
În 1918 Gogu Constantinescu pune bazele unei noi științe: sonicitatea.